# Sinopotamon liuyangense
Sinopotamon liuyangense is een krabbensoort uit de familie van de Potamidae. De wetenschappelijke naam van de soort is voor het eerst geldig gepubliceerd in 1995 door Dai.